# Trapani Calcio
Trapani Calcio är en italiensk fotbollsklubb från Trapani,  på Sicilien. Klubben bildades 1930 som Juventus Trapani, men spårar sina rötter tillbaka till 1905 och Unione Sportiva Trapani. Klubben spelar säsongen 2017/2018 i Serie C.
När laget 2013 tog steget upp i Serie B blev de det femte laget från Sicilien att spela i någon av de båda högsta serierna.